# زیگفرید ونتز
زیگفرید ونتز (آلمانی: Siegfried Wentz؛ زادهٔ ۷ مارس ۱۹۶۰) ورزشکار دهگانه اهل آلمان بود.
وی در مسابقات کشوری و بین‌المللی در مجموع برندهٔ ۱ مدال طلا، ۱ مدال نقره، ۲ مدال برنز شده‌است.